# Melaleuca trichophylla
Melaleuca trichophylla är en myrtenväxtart som beskrevs av John Lindley. Melaleuca trichophylla ingår i släktet Melaleuca och familjen myrtenväxter. Inga underarter finns listade i Catalogue of Life.